# Шихзаманов, Мамед Багир Салех оглы
Мамед Багир Салех оглы Шихзаманов (азерб. Məmmədbağır Saleh oğlu Şeyxzamanlı; 1880—1920) — первый руководитель Организации по борьбе с контрреволюцией — спецслужбы Азербайджана. Член парламента Азербайджанской Демократической Республики. Входил во фракцию «Мусават и безпартийные».
Мамед Багир Шихзаманов родился в 1880 году в городе Елизаветполь Елизаветпольской губернии. В июне 1919 года был назначен начальником созданной правительством Азербайджанской Демократической Республики «Организации по борьбе с контрреволюцией».
В связи с деятельностью в парламенте Азербайджанской Демократической Республики, в августе 1919 года был освобожден от занимаемой должности по собственному желанию. 
Будучи депутатом парламента АДР от города Гянджа, Мамед Багир Шихзаманов участвовал в разрешении многих государственных задач и обсуждении проектов законов и постановлений. Мамед Багир Шихзаманов после занятия Азербайджана 11-й Красной Армией, был арестован большевиками и в мае 1920 года расстрелян.